# Língua namla
Namla é uma língua papua pouco documentada falada em Irian Jaya. Poderá estar relacionada com o tofanma, uma língua vizinha que, tal como namla, não foi ainda classificada, ou seja, não foram ainda identificadas relações a nível lexical com outros dialectos. Segundo Harald Hammarström, foi pela primeira vez identificada por Klaas Wilhelm Galis em 1956.